# Ballata della moda
Ballata della moda è una canzone scritta da Luigi Tenco, il brano fu pubblicato per la Joker   nell'album postumo Luigi Tenco canta Tenco, De André, Jannacci, Bob Dylan, Mogol. 

## Storia e significato
Tenco, attraverso il protagonista, il cameriere Antonio, ci spiega il meccanismo che conduce le masse a seguire la moda. Il meccanismo illude le persone di agire per propria volontà, facendo le proprie scelte secondo i propri gusti, in realtà tutto avviene per semplice automatismo generato dal bombardamento pubblicitario.

## Altre versioni
- 2010, Tiziana Ghiglioni nel suo album Non sono io. (Musiche di Luigi Tenco).
- 2011, Francesco Baccini nel suo album tributo dal vivo Baccini canta Tenco
- (2021),Edoardo Spinsante - Baltimora. Per XFactor